# Charles Carpenter (tenente-coronel)
O tenente-coronel Charles Carpenter apelidado como "Bazooka Charlie" (29 de agosto de 1912 Edgington, Illinois — 22 de março de 1966 (53 anos) Champaign, Illinois) foi um oficial e piloto de observação do Exército dos Estados Unidos que serviu na Segunda Guerra Mundial. Ele é mais lembrado por destruir vários veículos blindados inimigos em sua aeronave leve de observação, um L-4 Grasshopper equipado com bazucas.

## Juventude e formação
Carpenter nasceu e foi criado na cidade de Edgington, Illinois. Ele se formou no "Centre College" em Danville, Kentucky.

## Serviço na Segunda Guerra
Ao chegar à França em 1944, Carpenter foi designado a um L-4 Grasshopper para atuar como observador de artilharia e missões de reconhecimento. Assumindo um piloto de 150 libras (68 kg) e nenhum rádio a bordo, o L-4H ainda tinha uma carga restante ou capacidade de peso de passageiros de aproximadamente 232 libras (105 kg). O peso adicional do rádio e do operador de rádio frequentemente excedia esse limite. Inspirado por outros pilotos do L-4 que instalaram bazucas como armamento antitanque em seus aviões, Carpenter também adicionou bazucas a seu avião.
Em algumas semanas, em 20 de setembro de 1944, durante a Batalha de Arracourt, Carpenter foi creditado por abater um carro blindado alemão e quatro tanques. O avião de Carpenter, levando a matrícula USAAF 43-30426, era conhecido como "Rosie the Rocketer" (uma brincadeira com "Rosie the Riveter"), e suas façanhas logo apareceram em vários relatos da imprensa, incluindo Stars and Stripes, Associated Press, Popular Science, o New York Sun e a revista Liberty. Carpenter disse uma vez a um repórter que sua ideia de lutar uma guerra era "atacar, atacar e então atacar novamente".
Depois de destruir seu quinto tanque inimigo, Carpenter disse a um correspondente do Stars and Stripes que "a palavra deve estar se espalhando para observarem os Cubs com bazucas. Toda vez que eu apareço agora, eles atiram com tudo o que têm. Eles nunca se incomodavam com os Cubs. As bazucas devem estar incomodando um pouco".
No final da guerra, o Major Carpenter destruiu ou desativou vários carros blindados e tanques alemães (ele foi oficialmente creditado com seis tanques destruídos).

## Serviço pós-guerra
Em 1945, Carpenter ficou gravemente doente e foi dispensado com honra do serviço militar dos EUA em 1946. Ele voltou a trabalhar como professor de história na Urbana High School em Urbana, Illinois, onde trabalhou até sua morte em 1966, aos 53 anos.

## Rosie the Rocketeer
Em outubro de 2017, o mesmo L-4H que o então Major Carpenter voou na Segunda Guerra Mundial estava localizado em um museu de aviação austríaco, o "Österreichisches Luftfahrtmuseum" no Aeroporto de Graz, e foi adquirido pela "Collings Foundation" para restaurar sua aparência na Segunda Guerra Mundial por um restaurador em La Pine, Oregon, com a restauração relatada como concluída em 4 de julho de 2020. A aeronave está agora em exibição pública no "Collings Foundation's American Heritage Museum".